# Нігерійська кухня

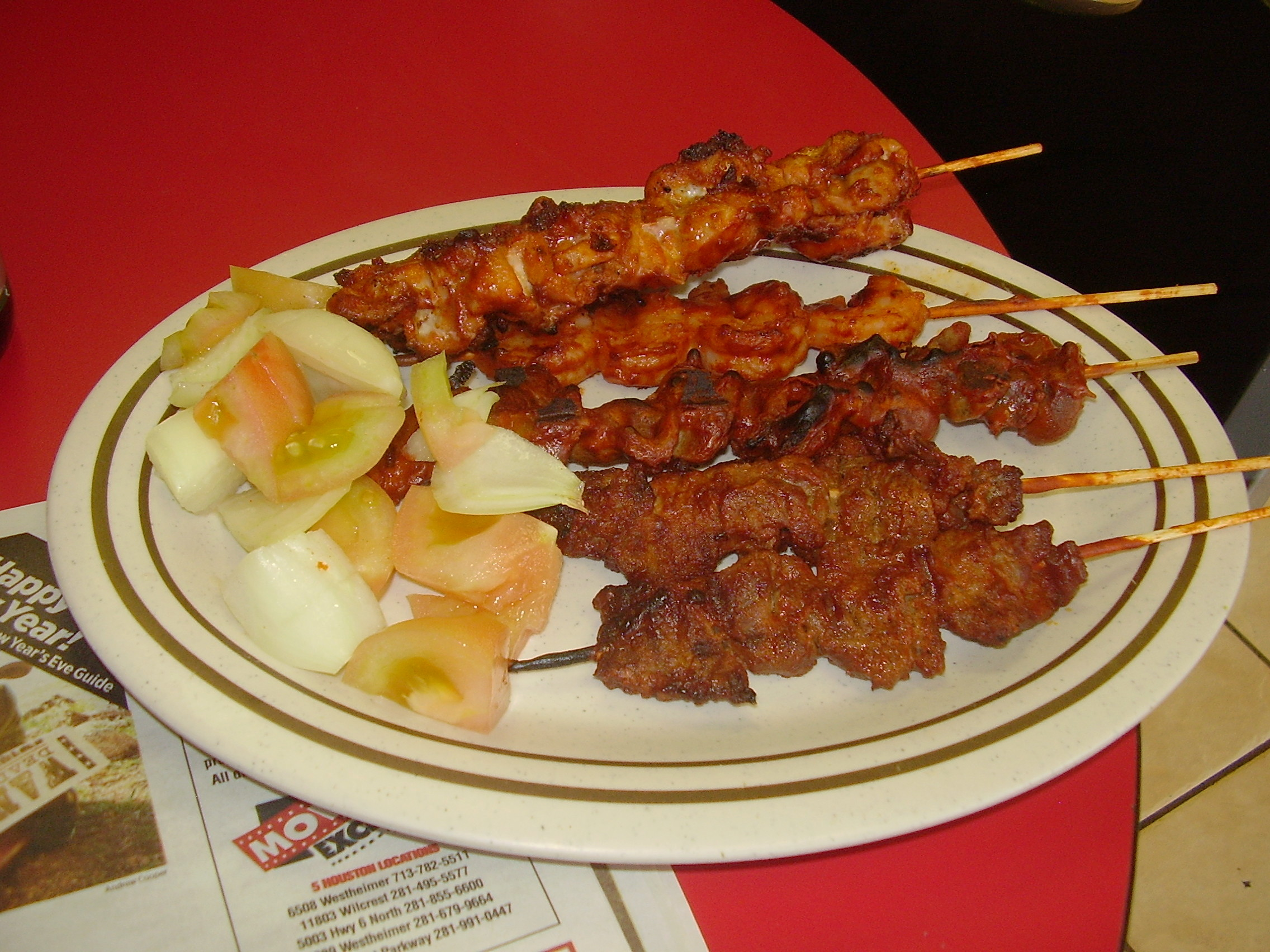
Різновиди суя

Розташування Нігерії

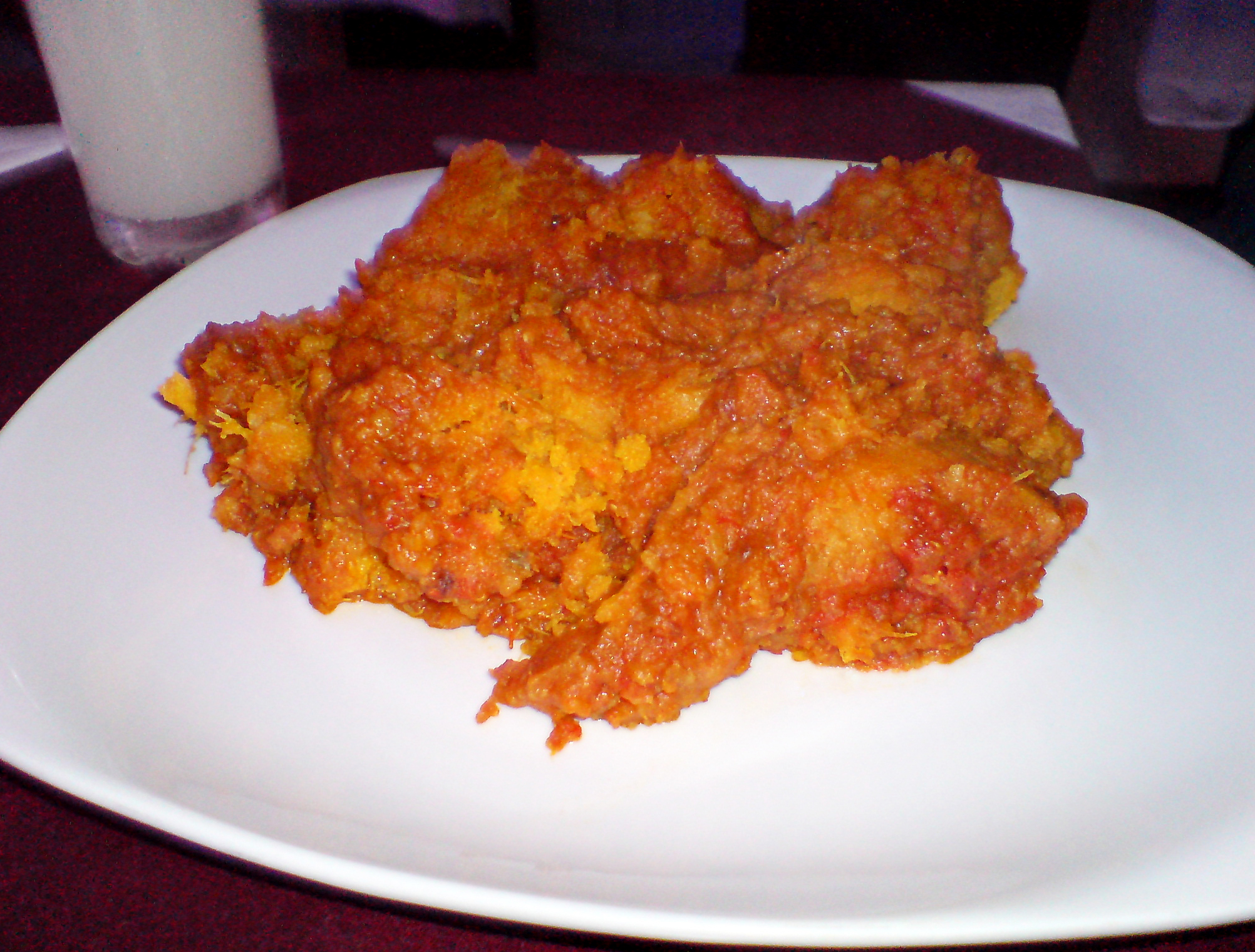
Страва з каші з ямсу

Нігерійська кухня складається зі страв або продуктів харчування сотень етнічних груп, які складають Нігерію. Як і інші кухні Західної Африки, вона використовує спеції та трави з пальмовою олією або арахісовою пастою для створення ароматизованих соусів та супів.
Нігерійські застілля барвисті та пишні, тоді як ароматичні ринкові та придорожні закуски, приготовані на барбекю або обсмажені в олії різноманітні. Бушміт також споживається в Нігерії: їжатка та очеретяні щури є найпопулярнішими видами бушміт в Нігерії.
В основному в Нігерії споживають тропічні фрукти, такі як ананас, кокос, банан і манго.
Нігерійська кухня, як і багато інших західноафриканських кухонь, відома як гостра.

## Страви

### На основі рису
- Кокосовий рис — це рис змішаний з кокосовим молоком.
- Джолоф є стравою з рису з протертим томатним соусом із перцем сорту «скотч капот».
- Смажений рис зазвичай з сумішшю яєць, овочів, м'яса, птиці або креветок.
- Пате із сухої меленої кукурудзи, рису або ачі. Здебільшого в поєднанні з овочами (шпинат), помідорами, цибулею, перцем, баклажанами, рожковим деревом, арахісом та фаршем поширені на північному заході Нігерії, такі як Кано, Кадуна, Нассарава та Плато.
- Туво масара (Tuwo masara) — страва з кукурудзяного борошна, яку їдять на півночі Нігерії.
- Туво-шинкафа, густий рисовий пудинг, який зазвичай їдять з миян кукою (густим супом) та рагу з козячого м'яса або миян-тауше, рагу з гарбуза зі шпинатом, м'ясом (зазвичай козячим або бараниним) та копченою рибою. Його подають переважно в північній частині країни.
- Білий рис — іноземний білий рис та місцевий рис подаються з місцевими перцями та соусами з різних племен. Його широко подають з густим рагу з помідорів і перцю.
- Рис Банга[4] — традиційний нігерійський рис, приготований з пальмового горіха та рису. Він дуже поширений у південній (штат Дельта) та східній частині країни.

### На основі бобових
- Акара оладки з вігни китайської
- Гбегірі, рагу на основі квасолі з Південно-Західної Нігерії
- Мой мой — пудинг із квасолі на пару, приготований із суміші промитих і очищених квасолин, цибулі та свіжого меленого червоного перцю
- Екуру, страва з квасолі на пару, із західних штатів Нігерії
- Ева аганийн[en] варена квасоля, з'їдена з перцевим соусом
- Окпа, поширена їжа на сніданок з борошна Vigna subterranea на південному сході Нігерії
- Адалу — боби та солодка кукурудза

## М'ясо
М'ясо використовується в більшості нігерійських страв.
- Суя з півночі Нігерії — це м'ясо на грилі, покрите меленим перцем чилі, арахісовою пудрою та іншими місцевими спеціями. Готується на барбекю на паличці. Це один з найвідоміших нігерійських делікатесів, який можна легко дістати по всій країні.[5]
- Тсіре відноситься конкретно до м'яса, яке щедро посипане арахісовим чи чилі порошком.[6] М'ясо може бути або не бути на шпажці.
- Кіліші, подібно до джеркі, виготовляється з м'яса, нарізаного дуже тонкими скибочками, які потім сушать. Потім з перцю чилі, спецій і місцевих трав готують пасту, яку злегка розтирають з обох сторін. Потім це ненадовго смажать на грилі.
- Балангу — м'ясо, приготоване на грилі на дровах/вугіллі. Зокрема, ніякі приправи не застосовуються для того, щоб виділити природний аромат певного виду м'яса, яке може бути козячим, баранячим або яловичим. Сіль і спеції можна додавати пізніше за смаком.
- Нквобі складається з варених коров'ячих ніг, приготовлених у густому, гострому соусі з пальмової олії, класична страва родом з південного сходу Нігерії.[7]
- Асун — це пряна запечена коза, нарізана на шматочки розміром в один укус, з яскравими ароматними присмаками цибулі, хабанеро, часнику та болгарського перцю.[8] Походить із народу онду, який розмовляє йоруба в Західній Нігерії.

## Супи та рагу
- Суп банга виготовляється з пальмових горіхів і вживається переважно в південній та середньо-західній[9] частині Нігерії.
- Офе акву також виготовляється з пальмових горіхів, але готується скоріше як рагу, призначене для вживання з рисом.[10]
- Міян кука, дуже поширена серед хауса, виготовляється з порошкоподібного листя баобабу та сушеної бамії.
- Міян-якува — відомий суп хауса.
- Аямасе — це рагу, приготоване шляхом змішування кількох зелених або червоних перців.
- Еведу суп, популярний серед йоруба людей на південному заході Нігерії, готують пюре листя джут з блендері або спеціальною щіткою.
- Маргхі спешиал поширений у північно-східній частині Нігерії, штатів Борно, Адамава та Йобе. Суп походить від народу маргі, які живуть у прибережних районах.
- Едіканг-іконг - це овочевий суп, приготований з листя угву (гарбуза), походить від народів Аннанг, Ібібіо та Ефік.
- Гбегірі — рагу на основі квасолі з південно-західної Нігерії.[11]
- Перчений суп — це легкий суп, приготований з суміші м'яса та риби з зеленню та спеціями. Це один з небагатьох супів у нігерійській кухні, який можна їсти окремо і не використовується як соус до основної страви з вуглеводів, такої як фуфу або товчений ямс.[5] Його також можна приготувати з мускатного горіха та перцю чилі. Його можна прикрасити рибою, яловичиною, козячим м'ясом або куркою. Перечений суп часто є закускою на офіційних зустрічах, проте його також вживають ввечері в пабах та на світських вечорах.
- Афанг — це овочевий суп, який походить від народів Ефік, Ібібіо та Ананнг на південному сході Нігерії.
- Кукурудзяний суп, також відомий як омі укпока, готується з сухої меленої кукурудзи і змішується з копченою рибою. Це звичайна їжа афемаїв, особливо в Агенебоде на півночі штату Едо.
- Дро (суп)[en] (або okoroenyeribe) виробляються з насіння бамії або огбоно, яке готують, поки не загусне.[5]
- Суп атама — з пальмової серцевини.
- Ефо ріро, рагу з листових овочів, перцю, пальмової олії та інших інгредієнтів, поширена серед йорубів.
- Суп з егусі — суп з меленими насінням дині і містить листові та інші овочі, приправи та м'ясо.[5] Його часто їдять з такими стравами, як амала, товчений ямс (іян), фуфу тощо.
- Міян тауше, суміш листя арахісу та гарбуза, приправлених перцем, давадавою або іру та кубиками приправ. Найкраще їсти з туво шинкафа.

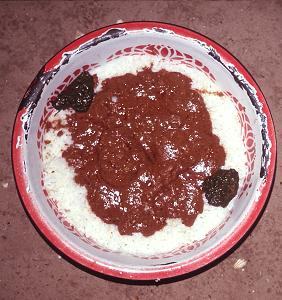
Маафе

- Маафе, рагу, приготоване на основі арахісу, помідорів та цибулі, можна варіювати з куркою, яловичиною чи рибою та різними листовими овочами для різних смаків.
- Рисове рагу, подібне до маафе, — це рагу з кози, яловичини або курки, приготоване з помідорами, цибулею, перцем.
- Суп Огбоно готується з меленого насіння огбоно (Irvingia gabonensis[en]), з листової зелені, інших овочів, приправ і м'яса. Огбоно також їдять з багатьма стравами, подібними до товченого ямсу, амали, фуфу тощо.
- Білий суп, також званий офсела, зроблений з листя утазі.
- Гірколістний суп (офе онугбу).

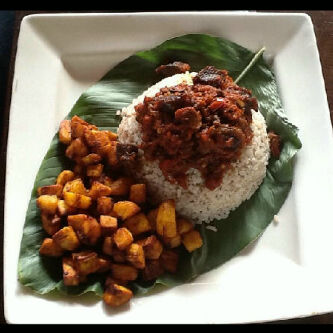
Рис Офада подається в традиційному стилі з смаженим плантаном і яловичиною

- Офада - рагу на основі пальмової олії, популярне в західній Нігерії. Його виготовляють з пальмової олії, недозрілого перцю та помідорів, яловичини, рубець, коров'ячої шкіри та бобів. Зазвичай його подають у еве (плоскі, широкі листя).
- Суп з арахісу
- Ора (Ога) суп
- Едо есан (чорний суп)
- Суп ахара, переважно зустрічається в штаті Абія, Ндіво, Ітумбаузо.

Змії, білки, кролики та дикі собаки деякі нігерійці використовують для приготування супів та рагу.

## Гарніри

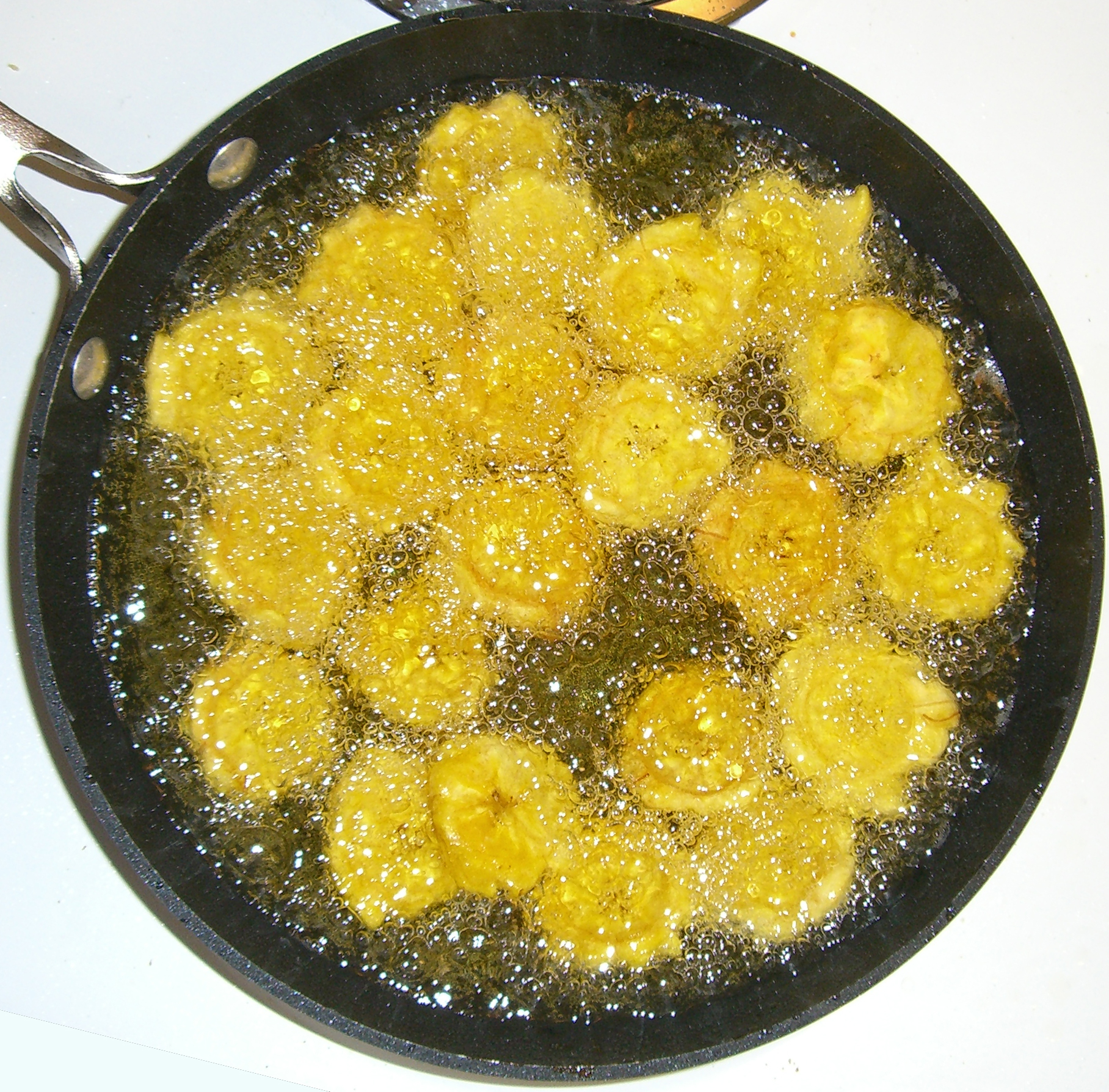
Додо (смажений плантан)

- Додо — гарнір з стиглих плантанів, обсмажених на рослинній або пальмовій олії.[5]
- Функасо, пшоняні млинці.
- Моза, ферментована кукурудза, розмелена в густу пасту, обсмажена, потім посипана цукром. Або зроблена з дуже м'якого плантану, що розтирають в пасту, змішують з сушеним чорним перцем, обсмажують, потім посипають цукром.

## Пудинги, пасти та каші
- Моїн моїн — це солодкий пудинг із квасолі на пару, приготований із суміші очищених бобів та загорнутого в лист (подібно до бананового листя).
- Пудинг з плантану, широко відомий як «окпо огеде».
- Кукурудзяний пудинг, відомий як «окпо ока» .[5]

### На основі ямсу

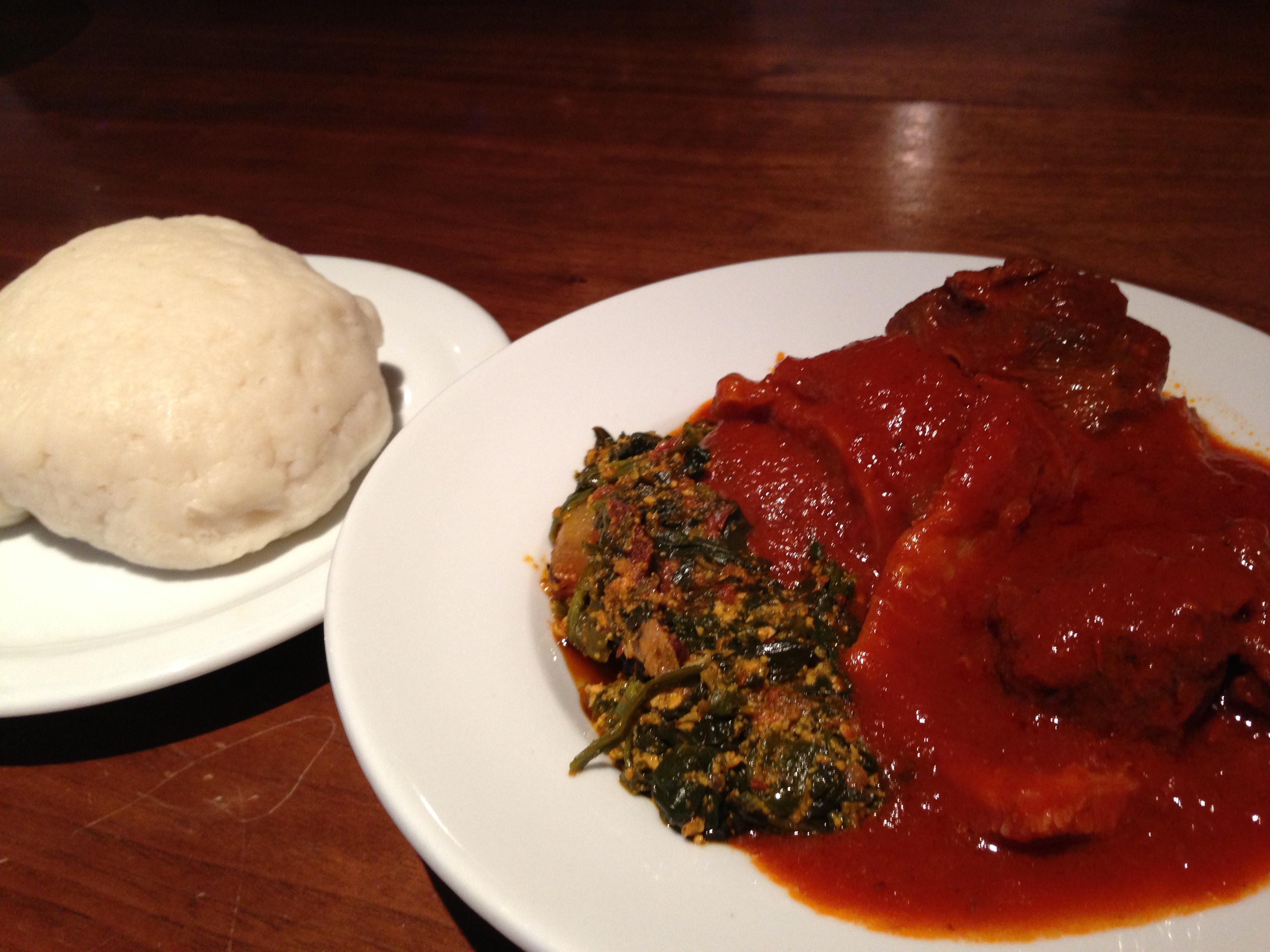
Тарілка товченого ямсу (іян) та егусі з помідором

- Іян, товчений ямс, подібний до картопляного пюре.[5]
- Амала (або арірігузофранка) — це густа паста, виготовлена з ямсу, який був очищений, висушений, а потім потовчений, подібний до іян, але зазвичай більш темного (коричневого) кольору.
- Ямс каша — це місцева домашня їжа, популярна у східній та південній частинах Нігерії. Асаро — версія, поширена в західному регіоні. Спосіб приготування відрізняється залежно від смаку, переваги та доступності. Його виготовляють шляхом відварювання і злегка розтирання ямсу у соусі з томатів, чилі та великого червоного перцю з пальмовою або рослинною олією. За бажанням її можна прикрасити рибою, м'ясом або раками.

- Ебіріпо найчастіше зустрічається серед народу ремо на південному заході Нігерії. Його виготовляють шляхом натирання кокосу та ямсу в пасту, потім додають сіль і арахісову олію за смаком і заповнюють листям перед закипанням, і зазвичай їдять з такими супами, як ефо ріро або ефо елегусі.
- Ікокоре, також відомий як іфокоре, є популярною стравою в районах Іджебу на південному заході Нігерії. У приготуванні він подібний до асаро, але замість ямсу використовується водний ямс (Dioscorea alata). Водяний ямс (на мові йоруба називається isu ewura) натирають на тертці, а деякі шматочки залишають у неочищеному вигляді та готують із сумішшю перцю, пальмової олії, риби та приправ.

### На основі маніоки
- Еба, також називається гаррі, — це дуже густа паста, яку згортають у кульки або подають як амалу, і роблять з маніоки.[5]
- Фуфу, основна страва в Нігерії та більшій частині Західної Африки.
- Лафун в основному схожий на амалу, але має набагато світліший колір і виготовлений з маніоки. Не плутати з іяном; на смак і запах він зовсім інший, ніж іян на основі ямсу.

## Сніданок
- Маса родом з півночі і вживається як в обід, так і на сніданок. Рис замочують, а потім подрібнюють. Додають йогурт, утворюючи густу пасту, і залишають для бродіння, або додають дріжджі та цукор за смаком. Його традиційно подають з міяном тауше (гарбузовим рагу) або медом.
- Синасир — це плоска маса, виготовлена шляхом простого виливання підготовленої рисової пасти на сковорідку, що дозволяє уникнути необхідності перевертати її, як це було б необхідно з масою. Це переважно їжа народу хауса.
- Алькубус - це паровий хліб народів Хауса-Фулані, виготовлений з пшениці, борошна, дріжджів та води, розлитий у формочки та приготований на пару. Його подають з міяном тауше.
- Ямс з червоним рагу або яєчню з нарізаними кубиками помідорами та цибулею.
- Огі / Акаму — це кукурудзяний пудинг, поширений у Нігерії, який називають огі на йоруба, а акаму — ігбо.

## Перекуси
- Чін чін найкраще описати як смажене нарізане кубиками печиво з пшеничного борошна, яєць і масла.
- Пуф-пуф[en], смажені солодкі кульки з тіста.
- Акара є пончиком з рідкого тіста, на основі бобів вігни китайської. Іноді його подають на сніданок.
- Алкакі — пончики з пшениці та цукрової пасти.
- Кулі-кулі, зроблений з меленого арахісу.
- Кокоро — це смажена суха закуска з кукурудзи та гаррі (маніоки).
- М'ясний пиріг, яловичина та овочі, укладені у кондитерську шафу.
- Вара, м'який сир з свіжого коров'ячого молока.
- Чипси з плантану — це хрустка солона або солодка нігерійська закуска, приготована зі стиглих або незрілих плантанів і обсмажена в рослинній олії.
- Кокосова цукерка.
- Дунду, обсмажені у фритюрі скибочки ямсу. Його можна смажити на пальмовій або рослинній олії; воду додають для пом'якшення ямсу під час приготування. Дунду зазвичай їдять з соусом з арахісової або пальмової олії, помідорами, перцем чилі та приправами.[12]
- Оджоджо — пончик виготовлена з тертого / водяного ямсу Dioscorea alata. Перець, цибулю та приправи змішують з тертим водяним ямсом перед смаженням у фритюрі. Водяний ямс в Південно-Західній Нігерії відомий як ісу евура.

## Напої

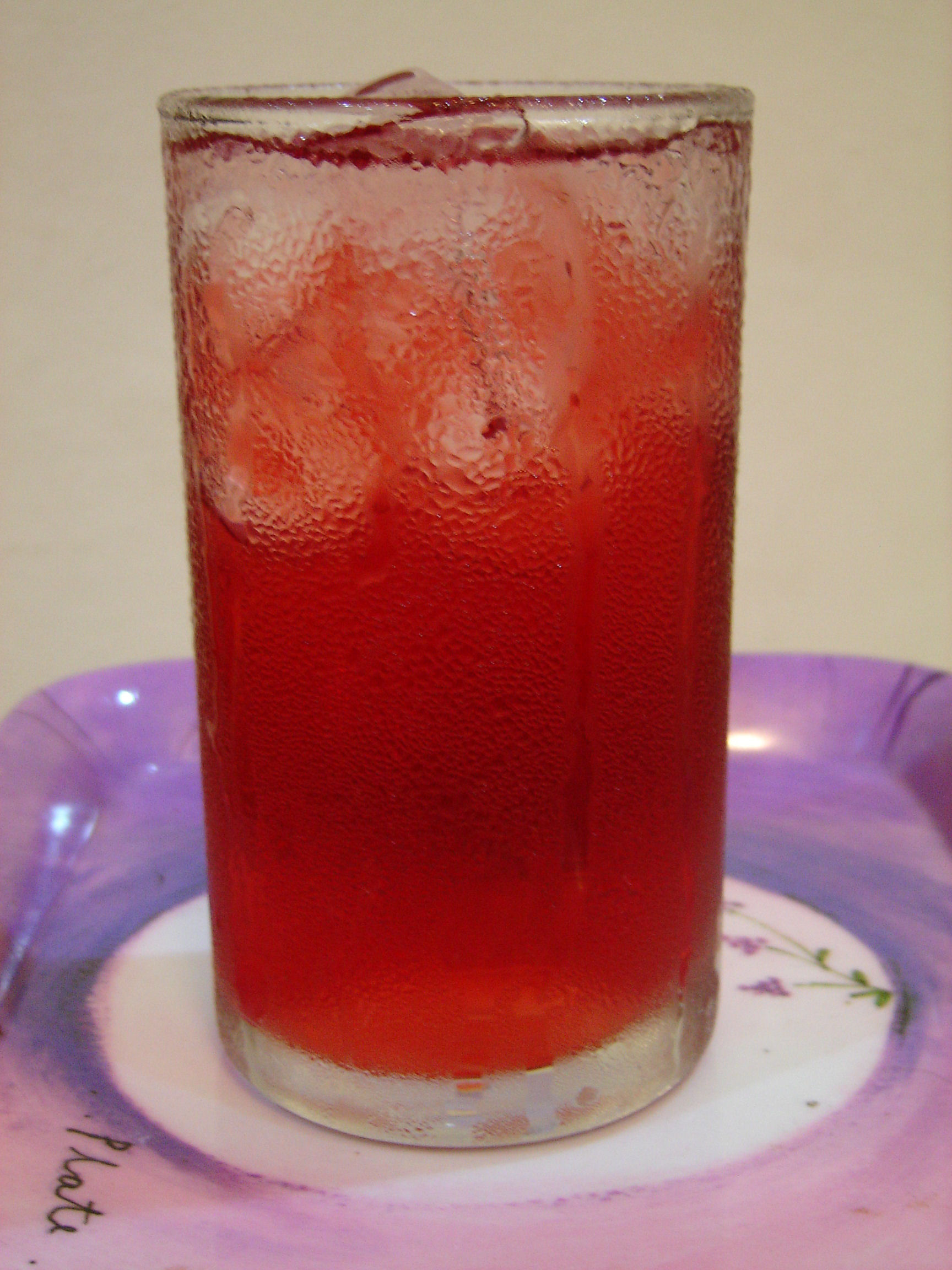
Зобо

- Куну — популярний напій з проса, сорго або кукурудзи
- Фура (страва)[en] — популярний напій, особливо в північній частині Нігерії, зроблений з вареного, потім товченого пшона або сорго з невеликою кількістю коров'ячого молока
- Пальмове вино, яке можна перегнати в огоро.
- Зобо — Сік розелі (йоруби називають білий сорт ісапа).
- Соєве молоко — це напій із замочених, мелених та проціжених соєвих бобів.